# 安東円恵
安東 円恵（あんどう えんえ）は、鎌倉時代末期から南北朝時代にかけての武将。鎌倉幕府執権北条氏得宗家の御内人。六波羅探題に勤めた。諱は助泰。円恵は禅僧としての法名である。新田義貞の妻の伯父安東聖秀との血縁関係を示唆する説もある。
渡来僧の西礀子曇（せいかんすどん）について禅を修め、上野国長楽寺の住持となった。
奈良国立博物館所蔵の「安東円恵像」は国の重要文化財に指定されている。